# Heinrich Klumbies
Heinrich Klumbies (geboren 7. Mai 1905 in Neutomischel, Provinz Posen; gestorben 6. September 1994 in Karlsruhe) war ein deutscher Maler.

## Leben und Werk
Heinrich Klumbies studierte nach dem Schulbesuch in Schneidemühl von 1925 bis 1930 an der Akademie der Bildenden Künste Stuttgart, an der Kunstakademie Königsberg und an der Preußischen Akademie der Künste in Berlin. Ab 1930 arbeitete er an der Berliner Karl-Marx-Schule, eine avantgardistische Gesamtschule, an der er die Leitung einer Kunstklasse übernommen hatte. Die Schule wurde 1933 geschlossen. 1936 folgte die Entlassung aus dem staatlichen Schuldienst. Von 1940 bis 1944 leistete er den Wehrdienst und geriet in Kriegsgefangenschaft.
Nach dem Krieg illustrierte Klumbies Bücher. Von 1960 bis 1971 hatte er eine Professur an der Staatlichen Akademie der Bildenden Künste Karlsruhe inne und bildete zahlreiche Schüler aus. Er war Mitglied des „Künstlerbundes Baden-Württemberg“, des Deutschen Künstlerbundes und der „Société européenne de culture“. Seiner ostdeutschen Heimat verbunden, war er seit den Anfängen Mitglied der Künstlergilde, deren Vorsitzender er von 1959 bis 1964 war. Die Künstlergilde verlieh ihm 1976 den Lovis Corinth-Preis (Ehrengabe) und 1977 die Ehrenmitgliedschaft.
Klumbies malte realistische Gemälde, etwa einen alten Stuhl oder einen unbenutzten Tisch in einem menschenleeren Raum, Symbolik der Einsamkeit und Verlassenheit. Weiter gibt es Stillleben und Landschaften. Später im Leben finden sich auch abstrakte Werke in seinem Œuvre.
Klumbies war verheiratet mit der Kinderbuchillustratorin Marigard Bantzer.

## Kataloge
- Grisaillen – Gouachen und Anderes 1978 (?)
- Bilder und Zeichen 1984, erweitert 1985
- Arbeiten der Jahre 1980 bis 1991, 1992
- „Vom Dinghaften zum Wesenhaften 1995“, Städt. Galerie im Prinz-Max-Palais Karlsruhe, 1. Juli bis 24. September 1995, Verlag Städtisch Galerie, Karlsruhe 1995, ISBN 978-3-923344-32-1